# ひまわり号 (列車)

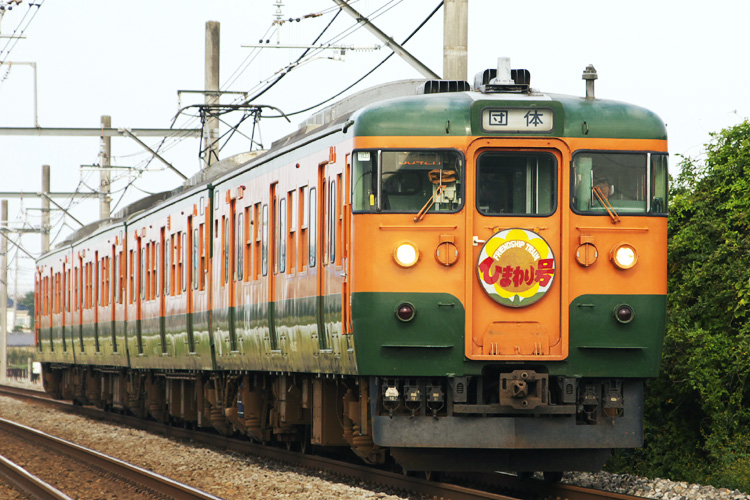
国鉄115系電車を使用した
「ひまわり号」

ひまわり号とは日本国有鉄道で運行され、現在JRグループ各社の鉄道線で運行されている障害者専用団体臨時列車である。

## 概要
1982年11月3日、障害者やその家族・ボランティア・労働組合が中心となって日本国有鉄道の車両を借り切り専用のヘッドマークをつけて上野駅（東北本線・東京都台東区） - 日光駅（日光線・栃木県日光市）を走らせたのが始まり。
当時は車椅子の通れない改札口、階段が多く障害者の利用できるトイレのない駅や障害者の使用しづらい列車の構造（狭いドア、ホームとの段差等）のため、体に障害のある人たちが自由に列車に乗って旅が出来ないという現状のなか「列車に乗ってみたい」「旅をしたい」という障害者の切実な願いを実現させようという声が発端となり「ひまわり号」という障害者専用列車を走らせ、利用しやすい駅作り・街作りへの運動へと発展した。
翌1983年には東京都（2カ所）、千葉県、群馬県、京都府、広島県、愛媛県（2カ所）、福岡県の日本9カ所に広がり、1984年９月には静岡県でも、2000年には北海道から九州まで68実行委員会が活動するまでになった。
市民運動の形態で広がった活動であるためその運営は各地域独自の形態があり、障害者施設・病院・団体等を事務局に障害者とボランティアが中心となって運営されているのがほとんどである。また年1回程度、主に事務局員（障害も含む）を対象とした全国交流会をひまわり号全国連絡会がとりまとめ開催している。

## その他
2018年（平成30年）2月18日には、近畿日本鉄道が大阪上本町駅 
- 近鉄弥富駅間で15200系「あおぞらII」を使用したひまわり号を運転した。